# Carimama
Carimama (em francês: Karimama) é uma cidade do Benim localizada no departamento Alibori, com 66 353 habitantes (Censos de 2013).